# SMS Lothringen
SMS Lothringen là chiếc cuối cùng trong số năm chiếc thiết giáp hạm tiền-dreadnought thuộc lớp Braunschweig được Hải quân Đế quốc Đức (Kaiserliche Marine) chế tạo vào đầu thế kỷ 20. Nó được đặt lườn vào năm 1902 và đưa ra hoạt động vào năm 1906; tên của nó được đặt theo tiểu bang Lothringen, ngày nay là vùng Lorraine của Pháp. Các con tàu chị em với nó là Braunschweig, Elsass, Hessen và Preussen.
Lothringen đã phục vụ cùng với Hải đội Chiến trận 2 của Hạm đội Biển khơi Đức trong hầu hết quãng đời hoạt động. Nó đã tham gia cuộc xuất quân của hạm đội vào tháng 12 năm 1914 nhằm hỗ trợ cho cuộc bắn phá Scarborough, Hartlepool và Whitby, trong đó Hạm đội Đức đã có cuộc đụng độ ngắn với một phân đội của Hạm đội Grand Anh Quốc. Do đã cũ và lạc hậu, nó được rút khỏi hoạt động thường trực của hạm đội vào năm 1916 để làm nhiệm vụ canh phòng tại biển Baltic và sau đó như một tàu huấn luyện. Sau chiến tranh, Lothringen được giữ lại phục vụ cho Hải quân Cộng hòa Đức được tái thành lập, được cải biến thành một tàu kho chứa tiếp liệu cho các tàu quét mìn Kiểu F. Nó được rút khỏi Đăng bạ Hải quân vào tháng 3 năm 1931 và được bán để tháo dỡ vào cuối năm đó.

## Thiết kế và chế tạo
Lothringen được đặt lườn vào năm 1902 tại xưởng tàu của hãng Schichau-Werke ở Danzig dưới số hiệu chế tạo 716. Là chiếc thứ năm trong lớp, nó được đặt hàng dưới cái tên tạm thời "M" như một đơn vị mới của hạm đội. Con tàu có chi phí tổng cộng 23.801.000 Mác vàng Đức. Lothringen được hạ thủy vào ngày 27 tháng 5 năm 1904 và đưa ra hoạt động cùng hạm đội vào ngày 18 tháng 5 năm 1906.
Con tàu có chiều dài chung là 127,7 m (419 ft), mạn thuyền rộng 22,2 m (73 ft) và độ sâu của mớn nước là 8,1 m (27 ft) ở phía trước. Nó được cung cấp động lực bởi ba động cơ hơi nước ba buồng bành trướng đặt dọc dẫn động ba chân vịt. Hơi nước được cung cấp bởi tám nồi hơi kiểu Marine và sáu nồi hơi hình trụ, tất cả được đốt bằng than. Hệ thống động lực của Lothringen dự định cung cấp một công suất 16.000 ihp (12.000 kW), cho phép nó đạt được tốc độ tối đa 18 hải lý trên giờ (33 km/h).
Dàn vũ khí của Lothringen bao gồm dàn pháo chính có bốn khẩu pháo 28 cm (11 in) SK L/40 bắn nhanh đặt trên hai tháp pháo nòng đôi, một phía trước và một phía sau cấu trúc thượng tầng. Dàn pháo hạng hai của nó bao gồm mười bốn khẩu pháo 17 cm (6,7 in) SK L/40 và mười tám khẩu pháo 8,8 cm (3,5 in) SK L/35 bắn nhanh. Chúng được bổ sung bởi sáu ống phóng ngư lôi 45 cm (18 in), tất cả được bố trí ngầm dưới lườn tàu.

## Lịch sử hoạt động
Sau khi được đưa ra hoạt động, Lothringen được phân về Hải đội Chiến trận 2 của Hạm đội Biển khơi Đức. Nó đã tham gia lễ hội de Ruyter tại Amsterdam vào ngày 24 tháng 3 năm 1907. Vào năm 1909, Lothringen cùng với thiết giáp hạm cũ Mecklenburg giành được giải thưởng tác xạ chính xác hàng năm của Kaiser. Đến 1911, hai lớp thiết giáp hạm dreadnought đầu tiên của Đức Nassau và Helgoland được đưa ra hoạt động; các con tàu này được phân về Hải đội Chiến trận 1; trong khi các con tàu cũ thuộc các lớp Kaiser Friedrich và Wittelsbach, vốn chỉ trang bị pháo 24 cm (9,4 in), được đưa về lực lượng dự bị. Đế quốc Đức giờ đây có một hạm đội thiết giáp hạm trang bị toàn pháo 28 cm (11 in) hoặc lớn hơn. Lothringen đã có mặt trong chuyến đi huấn luyện hàng năm đến Na Uy vào tháng 7 năm 1914, vốn bị cắt ngắn do vụ Ám sát Thái tử Franz Ferdinand và sự căng thẳng trong quan hệ quốc tế diễn ra sau đó. Vào ngày 25 tháng 7, thủy thủ trên tàu được tin về Tối hậu thư mà Áo-Hung đưa ra cho Serbia; Lothringen rời Na Uy để gặp gỡ phần còn lại của hạm đội vào ngày hôm sau.
Sau khi Chiến tranh Thế giới thứ nhất nổ ra vào tháng 8 năm 1914, Hạm đội Biển khơi Đức tiến hành một loạt các hoạt động nhằm thu hút một phần lực lượng của Hạm đội Grand Anh Quốc vốn vượt trội hơn về số lượng nhằm tiêu diệt chúng. Bằng cách tạo ra một tương quan lực lượng cân bằng, Hải quân Đức có thể thúc đẩy một trận chiến quyết định tại khu vực phía Nam của Bắc Hải. Hoạt động đầu tiên như vậy là cuộc bắn phá Scarborough, Hartlepool và Whitby vào ngày 15-16 tháng 12 năm 1914. Phần chủ lực của hạm đội, trong đó có Lothringen, hoạt động như lực lượng hỗ trợ từ xa cho hải đội tàu chiến-tuần dương của Chuẩn đô đốc Franz von Hipper khi chúng bắn phá các thị trấn duyên hải của Anh. Vào chiều tối ngày 15 tháng 12, Hạm đội Đức với 12 thiết giáp hạm dreadnought và 8 thiết giáp hạm tiền-dreadnought đã tiếp cận trong khoảng cách 10 nmi (19 km; 12 mi) với một hải đội biệt lập gồm sáu thiết giáp hạm Anh. Tuy nhiên, các cuộc đụng độ lẻ tẻ giữa các tàu khu trục hộ tống đối địch đã khiến vị tư lệnh Đức, Đô đốc Friedrich von Ingenohl, tin rằng ông đang phải đối đầu với toàn bộ Hạm đội Grand Anh Quốc, nên ông đã tách ra khỏi trận chiến và quay trở về cảng nhà.
Giống như chiếc tàu chị em Preussen, Lothringen cũng lỡ mất trận Jutland vào ngày 31 tháng 5-1 tháng 6 năm 1916, cho dù vì một lý do khác. Trong khi Preussen được tạm thời điều động sang khu vực biển Baltic để phục vụ như tàu canh phòng, tình trạng vật chất của Lothringen ở mức độ kém và sự lạc hậu đã buộc tư lệnh hạm đội, Phó đô đốc Reinhard Scheer, rút nó ra khỏi hải đội. Trận Jutland cũng bộc lộ cho thấy các thiết giáp hạm tiền-dreadnought quá mong manh để có thể tham gia các hoạt động nơi tuyến đầu; vì vậy Hải đội Chiến trận 2 được cho tách khỏi Hạm đội Biển khơi. Lothringen trở thành một tàu canh phòng tại biển Baltic sau khi tách khỏi hạm đội; rồi trong năm tiếp theo nó được chuyển đến Wilhelmshaven nơi nó được sử dụng như một tàu thực tập và tàu huấn luyện kỹ sư. Nó phục vụ trong vai trò này cho đế khi chiến tranh chấm dứt vào năm 1918.
Hiệp ước Versailles, vốn thỏa thuận nhằm kết thúc cuộc xung đột, quy định Đức được phép giữ lại sáu thiết giáp hạm thuộc các "kiểu Deutschland hoặc Lothringen". Lothringen nằm trong số các con tàu được chọn. Giống như chiếc tàu chị em Preussen, nó được cải biến thành một tàu kho chứa tiếp liệu cho các tàu quét mìn Kiểu F tại xưởng tàu Kriegsmarinewerft tại Wilhelmshaven vào năm 1919; con tàu được tháo dỡ vũ khí và được lắp đặt các bệ để giữ các tàu quét mìn.
Lothringen hoạt động trong vai trò này cùng với Hải quân Cộng hòa Đức tái thành lập từ năm 1922 đến năm 1926. Sau đó nó được rút khỏi đăng bạ Hải quân vào ngày 31 tháng 3 năm 1931, được bán để tháo dỡ với giá 269.650 Mác, và được tháo dỡ bởi hãng Blohm & Voss tại Hamburg.